# Neoconocephalus guyvalerioi
Neoconocephalus guyvalerioi är en insektsart som beskrevs av Piza Jr. 1972. Neoconocephalus guyvalerioi ingår i släktet Neoconocephalus och familjen vårtbitare. Inga underarter finns listade i Catalogue of Life.